# Tommy Osborne
Tommy Osborne va ser un ciclista britànic de finals del segle xix que s'especialitzà en el ciclisme en pista. Va guanyar una medalla de bronze als Campionats del món de 1894 en la prova de 10 Quilòmetres, per darrere del neerlandès Jaap Eden i el seu compatriota Jack Green.